# Guidnerth
Guidnerth est un prince gallois du IXe siècle mentionné dans le « livre de Llandaf » (édité par G. Evans, Oxford 1893, p. 181). 
Ce prince voyagea de Galles en Bretagne. Soumis à une pénitence publique il dut aller l’accomplir à Dol, ville du grand saint Samson.  
Traduction du texte latin : Car Guidnerth lui-même et les Bretons et l’archevêque de cette terre étaient de la même langue et de la même nation, bien qu’ils fussent séparés par la distance »… « et il pouvait d’autant mieux proclamer son forfait et solliciter l’indulgence que son langage était connu ».

## Source
- Léon Fleuriot, A Dictionary of old breton – Dictionnaire du vieux breton Part 1, Toronto Prepcorp Limited 1985, page 13.